# Nápi (Lesbos)
Pour l’article homonyme, voir Napi (Setomaa).
Nápi, en grec moderne : Νάπη, est un village du dème de Lesbos, dans l'île du même nom, en Grèce. Selon le recensement de 2011, la population de Nápi compte 263 habitants. Il est situé à une altitude de 60 m dans la partie centrale de l'île. Depuis 2019, le village est rattaché au dème de Lesbos-Ouest à la suite de la suppression du dème unique de Lesbos dans le cadre du programme Clisthène I.
L'activité principale est l'élevage et la culture des olives.

## Histoire
Le village est mentionné en 1832 : il compte 103 familles et au milieu du XIXe siècle 113 familles. L'ancien nom de Nápi est Kolomidádos, en référence à un ancien propriétaire de la région. Un important tremblement de terre frappa durement le village en 1867.
Un petit musée archéologique et folklorique, installé dans l'ancienne école primaire construite en 1926, présente les résultats des fouilles alentour ainsi que des outils, accessoires, meubles et costumes locaux.